# A képzett beteg
A képzett beteg 1952-ben bemutatott, fekete-fehér, magyar rövidfilm-vígjáték Latabár Kálmán és Pongrácz Imre főszereplésével.
A humoros, de ugyanakkor népnevelői célzatú film a munkahelyről való lógással, a betegállománnyal és táppénzzel való visszaéléssel foglalkozik. A film kisebb szerepeiben is népszerű művészek tűnnek fel. Címét Molière Képzelt betege humoros kiforgatásával kapta.

## Cselekmény
Károly és Jóska egy helyen dolgoznak, közös albérleti szobában laknak. Míg Károly lelkiismeretesen jár be a munkahelyére, Jóska szereti betegnek tettetni magát, most is egy ideje táppénzen van, bár semmi baja. Egy szép, napos hétfői reggelen ráveszi az álmos Károlyt, hogy ő se menjen dolgozni, jelentsen beteget, tartsanak ketten egy görbe délelőttöt. A terv szerint Jóska elmegy a rendelőintézetbe felülvizsgálatra, betelefonál a gyárba, hogy Károly beteg, majd mindketten elmennek a moziba, a Civil a pályán című Latabár Kálmán-filmre.
Miután Jóska elmegy, alig telik el egy kis idő, amikor megjelenik egyik munkatársuk. Károly azt gondolja, hogy a gyárból küldték ki beteglátogatónak, ellenőrizni, hogy valóban beteg-e. Félelmében ruhástól ágyba bújik és nagyon betegnek tetteti magát, azt mondja, hogy fáj a gyomra  és nem bír enni. A kolléga ráparancsol, hogy azonnal jöjjön vele a rendelőintézetbe, őt is kigyógyították egy évvel korábbi gyomorbajából. Hogy ezt demonstrálja, Károly legnagyobb szomorúságára megeszi a kikészített, szalonnából és kolbászból álló reggelit, úgymond legalább az ne vesszen kárba, ha már Károly úgysem tud enni.
A szimulálásból gyenge Károly a rendelőben összeakad Jóskával, aki kiokítja, hogyan kell óvatos ütögetéssel felpöckölni a higanyos lázmérőt, hogy láz nélkül is magas lázat mutasson, valamint mire panaszkodjon, hogy betegnek tűnjön. Az orvos gyomorröntgenre küldi Károlyt, ahol kénytelen felhajtani egy nagy korsó és nem túl jóízű bizmutkását, mint kontrasztanyagot. Már be is menne a vizsgálatra, mikor Jóskát éppen a szeme előtt dobja ki az orvos, szimulánsnak és táppénzcsalónak nevezve. Károly megretten, elmenekülne, de a vizsgáló előtt ül a rá váró kolléga. Egy a vizsgálat miatt levetkőzött tűzoltó egyenruháját kapja magára, abban próbál menekülni. A tűzoltó alsóneműben, kiabálva utánarohan, hogy „adja vissza az egyenruhámat”, nem tudja, hogy éppen egy elmebeteget keresnek, aki mindenkitől az egyenruháját követeli vissza.
Míg a tűzoltó az ápolókkal hadakozik, Károly egérutat nyer, de balszerencséjére a fogászatra menekül, ezt egy foga bánja. A tűzoltó végül csak elkapja és visszaveszi tőle az egyenruháját, de egyforma alsóruhájuk és kockás ingük miatt az ápolók ezután Károlyt nézik az alsóneműben menekülő bolondnak. Elkapják, kényszerzubbonyt adnak rá, kollégája szabadítja ki. Károly feleslegesen bizmutkását ivott, kihúzták egy fogát, bolondnak nézték, a görbe délelőtt kicsit túl görbére sikerült. Végül az is kiderül, hogy Károlynak nem is kellett volna reggel dolgoznia menni, mert délutános, kollégája is csak azért jött hozzá reggel, hogy moziba hívja.

## Szereplők
- Latabár Kálmán – Károly
- Pongrácz Imre – Sóvágó Jóska, Károly lógós lakótársa
- Tompa Sándor – Csizmadia, kolléga a gyárból
- ifj. Latabár Árpád – tűzoltó, akinek ellopja Károly az egyenruháját
- Alfonzó – elmeápoló
- Kabos László – elmeápoló
- Salamon Béla – öregúr a röntgen öltözőjében
- Zách János – szigorú orvos
- Pártos Erzsi – Hanák néni, a házinéni
- Dömsödi János
- Kollár Béla
- Rákosi Mária
- Szemere Vera – ápolónő a bizmutkásával
- Turi Éva